# Кудре, Жорж
Жорж Кудре (фр. Georges Coudray; 1902—1998) — французский политический деятель, депутат от Сен-Мало, один из основоположников системы социального жилья во Франции после Второй Мировой Войны.
Жорж Кудре родился 2 июня 1902 года в Эвране (Кот-д’Армор). Был сыном ремесленника. По специальности являлся фармацевтом и стоматологом, окончил университет в Нанси. В октябре 1945 года Кудре был избран членом Учредительного собрания в Иль и Вилене, став на четвёртое место в списке Народно-республиканского движения, собрав 117 490 голосов.
Назначенный в Комиссию по возмещению ущерба причиненного войной, он незамедлительно берёт под защиту всех пострадавших, возмещает им весь ущерб и выплачивает кредиты. 2 июня 1946 года Жорж Кудре, проголосовавший против проекта конституции, был избран во вторую Национальную учредительную ассамблею. Он желал отменить законы Виши и вернуться к более гуманным законам Третьей республики.
На парламентских выборах 10 ноября 1946 года Кудре собрал 140 072 голосов позволяющий выборы четырёх членов.
Основная деятельность Жоржа Кудре посвящена жертвам войны. Он внимательно заботится о применении закона о военном ущербе, получает получает взимание 5 % ренты на арендных выплатах в пользу фонда восстановления и призывает к индустриализации методов строительства и выплатах пособий на жилье рабочим. Он часто приводил в пример жилищную политику в Великобритании.
В 1953 году Кудре стал председателем комиссии судоходства. Внимательный к судьбе французских рыбаков, он попросил правительство принять меры против конкуренции со стороны промышленных рыболовных флотов и изменить Лондонскую конвенцию 1954 года. С 1955 года он был мэром Параме. 27 апреля 1958 года назначен советником кантона Динар. Скончался 10 января 1998 года.